# Grand dodécicosaèdre
En géométrie, le grand dodécicosaèdre est un polyèdre uniforme non-convexe, indexé sous le nom U63.
Il partage son arrangement de sommet avec le dodécaèdre tronqué. Il partage, de plus, ses arêtes avec le grand icosicosidodécaèdre et le grand dodécicosidodécaèdre ditrigonal.